# Jules-Armand Dufaure
Jules Armand Stanislas Dufaure (Saujon, 4 dicembre 1798 – Rueil-Malmaison, 28 giugno 1881) è stato un politico francese.

## Biografia
Avvocato, viene eletto deputato per la prima volta nel 1834, venendo riconfermato per vari mandati. Ha ricoperto il ruolo di ministro dei lavori pubblici dal 1839 al 1840 e di ministro dell'interno nel 1848 e nel 1849.
È poi stato Primo Ministro della Francia cinque volte: la prima dal 19 febbraio 1871 al 18 maggio 1873, la seconda dal 18 maggio al 25 maggio 1873, la terza dal 23 febbraio al 9 marzo 1876, la quarta dal 9 marzo al 12 dicembre 1876 e la quinta dal 13 dicembre 1877 al 4 febbraio 1878. Dal 1876 è anche senatore a vita.
Muore all'età di 82 anni, il 28 giugno 1881.